# Kannur (huyện)
Huyện Kannur là một huyện thuộc bang Kerala, Ấn Độ. Thủ phủ huyện Kannur đóng ở Kannur. Huyện Kannur có diện tích 2966 ki lô mét vuông. Đến thời điểm năm 2001, huyện Kannur có dân số 2412365 người.